# Egidio Lari
Egidio Lari (Buggiano, 8 marzo 1882 – Montecatini Terme, 17 novembre 1965) è stato un arcivescovo cattolico italiano.

## Biografia
Figlio di Giovanni e Giuseppa Pellegrini, all'età di dodici anni, avvertita la vocazione religiosa, iniziò gli studi privati con un sacerdote nella sua casa di Borgo a Buggiano, entrando poi nel seminario vescovile di Pescia, dove compì gli studi di filosofia. Nel 1902 s'iscrisse al Pontificio Collegio Leoniano di Anagni, dove nel 1909 conseguì le lauree in teologia e filosofia. Il 18 settembre 1909 fu ordinato sacerdote a Pescia per mano del vescovo Angelo Simonetti. Successivamente all'ordinazione si trasferì a Roma, dove s'iscrisse alla Pontificio Istituto di Sant'Apollinare e qui conseguì la laurea in diritto canonico e civile. Nel dicembre 1912 vinse il concorso per un incarico presso la Sacra Congregazione del Concilio, ma il suo interesse era la carriera diplomatica e nel 1917 sostenne l'esame di diplomazia ecclesiastica alla presenza del pontefice Benedetto XV. Promosso, fu inviato in Svizzera come segretario presso il nunzio apostolico a Berna e vi rimase fino al 1924. Successivamente fu destinato come uditore presso la nunziatura apostolica di Bruxelles per pochi mesi, quindi fu inviato presso la nunziatura apostolica di Rio de Janeiro. Il 1º giugno 1931 fu nominato arcivescovo titolare di Tiro e fu inviato come delegato apostolico in Persia. Ordinato vescovo, tenne il suo primo pontificale il 18 agosto 1931 presso la chiesa di San Pietro apostolo a Borgo a Buggiano. Il 22 febbraio 1932 s'imbarcò da Trieste e giunse a Teheran il 31 marzo, dove fu ricevuto dallo scià. L'11 maggio 1939 fu inviato nunzio apostolico in Bolivia, dove rimase fino al 3 gennaio 1945. Portato a termine l'ultimo incarico, rientrò in famiglia, a Montecatini Terme, dove si dedicò ad attività di beneficenza per i successivi anni di vita. Finanziò la costruzione della nuova chiesa del Corpus Domini nella città termale, inaugurata il 26 luglio 1961, all'interno della quale fu sepolto dopo la morte.

## Genealogia episcopale e successione apostolica
La genealogia episcopale è:
- Cardinale Scipione Rebiba
- Cardinale Giulio Antonio Santori
- Cardinale Girolamo Bernerio, O.P.
- Vescovo Claudio Rangoni
- Arcivescovo Wawrzyniec Gembicki
- Arcivescovo Jan Wężyk
- Vescovo Piotr Gembicki
- Vescovo Jan Gembicki
- Vescovo Bonawentura Madaliński
- Vescovo Jan Małachowski
- Arcivescovo Stanisław Szembek
- Vescovo Felicjan Konstanty Szaniawski
- Vescovo Andrzej Stanisław Załuski
- Arcivescovo Adam Ignacy Komorowski
- Arcivescovo Władysław Aleksander Łubieński
- Vescovo Andrzej Stanisław Młodziejowski
- Arcivescovo Kasper Kazimierz Cieciszowski
- Vescovo Franciszek Borgiasz Mackiewicz
- Vescovo Michał Piwnicki
- Arcivescovo Ignacy Ludwik Pawłowski
- Arcivescovo Kazimierz Roch Dmochowski
- Arcivescovo Wacław Żyliński
- Vescovo Aleksander Kazimierz Bereśniewicz
- Arcivescovo Szymon Marcin Kozłowski
- Vescovo Mečislovas Leonardas Paliulionis
- Arcivescovo Bolesław Hieronim Kłopotowski
- Arcivescovo Jerzy Józef Elizeusz Szembek
- Vescovo Stanisław Kazimierz Zdzitowiecki
- Cardinale Aleksander Kakowski
- Papa Pio XI
- Cardinale Luigi Sincero
- Arcivescovo Egidio Lari

La successione apostolica è:
- Vescovo Juan Tarcisio Senner, O.F.M. (1942)
- Vescovo Jean-Baptiste Claudel, C.SS.R. (1943)
- Vescovo Juan Niccolai, O.F.M. (1944)